# بيت ساكس-كوبرغ وغوتا
أسرة ساكس-كوبرغ وغوتا هو أسرة ألمانية الأصل حكمت عدة دول الأوربية وأيضا فروعها بقيا حتى يومنا هذا، بيت ساكس-كوبرغ-وغوتا هو فرع من سلالة فتين العريقة التي حكمت أجزاء من ساكسونيا وبولندا، في حين حكم هذ الفرع دوقية ساكسونيا كوبورغ وغوتا منذ عام 1826 وبلجيكا عام 1831 والبرتغال في 1837 والمملكة المتحدة عام 1901 وبلغاريا عام 1918، والآن فرعها وما زال يحكم بلجيكا، وأيضا الأسرة الحاكمة في المملكة المتحدة وهي بيت وندسور هي فرع من بيت ساكس-كوبرغ وغوتا

## التاريخ
ينتسب هذا الفرع إلى أسرة فتين من خط الإرنستيين، أسسها الدوق السادس إرنست الثالث الذي كان دوق ساكس كوبرغ زالفلد منذ عام 1806 حتى 1826 بعد توسيع والتنازل أصبحت تعرف بالدوقية ساكس-كوبرغ وغوتا وبذلك تم تغير اسم العائلة على هذا النحو، وحكمها حتى وفاته في 1844 وأصبح ابنه الأكبر دوقاً عليه، وفي حين شقيق الدوق إرنست الأصغر الأمير ليوبولد أصبح ملك بلجيكا عام 1831 بعد رفضه الملكية في اليونان وكذلك أصبحت ابنته كارلوتا إمبراطورة المكسيك لفترة وجيزة بعد زواجها من الأرشيدوق ماكسيمليان، وإما ابن أخيه الأمير فرناندو استطاع الزواج من الملكة البرتغال الأرملة ماريا الثانية في 1836 وأصبح ملكاً في العام التالي بعد إنجاب ابنهما الأول الأمير بيدرو الذي غدى ملكاً بعد وفاة والدته عام 1853، وفي عام 1816 بالمملكة المتحدة تزوجت الوريثة أميرة ويلز شارلوت من الأمير ليوبولد إلا أنها توفيت في العام التالي بعد إنجابها طفلها ميتاً، ضغطت العائلة المالكة على ابنهما الثالث إدوارد دوق كينت على الزواج فتزوج من أختهما فيكتوريا وأنجبا الأميرة فيكتوريا لاحقا الملكة فيكتوريا فتزوجت من ابن خالها الأمير ألبرت وأصبح ابنهما البكر ملكاً على المملكة بعد وفاتها عام 1901، وفي حين أصبح ابنهما ألفريد دوق ساكس كوبورغ وغوتا دوق إدنبرة دوقاً ساكس-كوبرغ وغوتا عام 1893 بعد وفاة عمه دون وريث، وفي عام 1918 حصلت بلغاريا على استقلالها وأصبحت مملكة وأصبح الأمير فرديناند ملكاً عليها هو ابن شقيق الأمير فرديناند البرتغالي.

## ملوك بلجيكا
| الاسم                                 | الصورة | الحياة                         | فترة الحكم                      | الصلة    |
| ------------------------------------- | ------ | ------------------------------ | ------------------------------- | -------- |
| ليوبولد الأول الهولندية: Leopold I    |        | 16 ديسمبر 1790- 10 ديسمبر 1865 | 21 يوليو 1831 - 10 ديسمبر 1865  | -        |
| ليوبولد الثاني الهولندية: Leopold II  |        | 1835 أبريل 9- 17 ديسمبر 1909   | 17 ديسمبر 1865 - 17 ديسمبر 1909 | ابنه     |
| ألبرت الأول الهولندية: Albert I       |        | 8 أبريل 1875-17 فبراير 1934    | 23 ديسمبر 1909-17 فبراير 1934   | ابن أخيه |
| ليوبولد الثالث الهولندية: Leopold III |        | 3 نوفمبر 1909- 25 سبتمبر 1983  | 23 فبراير 1934 - 16 يوليو 1951  | ابنه     |
| بودوان الأول الهولندية:Boudewijn I    |        | 7 سبتمبر 1930- 31 يوليو 1993   | 17 يوليو 1951-30 سبتمبر 1993    | ابنه     |
| ألبرت الثاني الهولندية: Albert II     |        | 6 يونيو 1934                   | 9 أغسطس 1993-21 يوليو 2013      | أخوه     |
| فيليب الأول الهولندية: Filip          |        | 15 أبريل 1960                  | 21 يوليو 2013                   | ابنه     |

## ملوك البرتغال
| الاسم                                  | تولى العرش | ملاحظة                            | البيت الملكي                  | الصورة |
| -------------------------------------- | ---------- | --------------------------------- | ----------------------------- | ------ |
| فرناندو الثاني البرتغالية: Fernando II | 1853-1837  | زوج ماريا الثانية أي ملك مناصف    | بيت ساكس كوبرغ وغوتا          |        |
| بيدرو الخامس البرتغالية: Pedro V       | 1861-1853  | ابن ماريا الثانية وفرناندو الثاني | بيت براغانزا-ساكس كوبرغ وغوتا |        |
| لويس الأول البرتغالية: Luís I          | 1889-1861  | ابن ماريا الثانية وفرناندو الثاني | بيت براغانزا-ساكس كوبرغ وغوتا |        |
| كارلوس الأول البرتغالية: Carlos I      | 1908-1889  | ابن لويس الأول                    | بيت براغانزا-ساكس كوبرغ وغوتا |        |
| مانويل الثاني البرتغالية: Manuel II    | 1910-1908  | ابن كارلوس الأول                  | بيت براغانزا-ساكس كوبرغ وغوتا |        |

## ملوك المملكة المتحدة
|  | الاسم            | تاريخ الولادة  | تاريخ تولي الحكم | تاريخ نهاية الحكم |
|  | ---------------- | -------------- | ---------------- | ----------------- |
|  | إدوارد السابع    | 9 نوفمبر-1841  | 22 يناير 1901    | 6 مايو 1910       |
|  | جورج الخامس      | 3 يونيو-1865   | 6 مايو 1910      | 20 يناير 1936     |
|  | إدوارد الثامن    | 23 يونيو-1894  | 20 يناير 1936    | 11 ديسمبر 1936    |
|  | جورج السادس      | 14 ديسمبر-1895 | 11 ديسمبر 1936   | 6 فبراير 1952     |
|  | إليزابيث الثانية | 21 أبريل-1926  | 6 فبراير 1952    | 8 سبتمبر 2022     |

وتعتبر الملكة إليزابيث الثانية آخر ملوك بريطانيا من هذه السلالة إذ أن ابنها الملك تشارلز ينتسب إلى أسرة شليسفيغ-هولشتاين-سوندربورغ-غلوكسبورغ التي كانوا سابقا ملوك اليونان وآيسلندا والآن هم ملوك الدانمارك والنرويج ولهم أيضا فروع في إسبانيا.

## ملوك بلغاريا
| الصورة | الاسم        | الحياة                          | فترة الحكم                     |
| ------ | ------------ | ------------------------------- | ------------------------------ |
|        | فرديناند     | 26 فبراير 1861 - 10 سبتمبر 1948 | 5 أكتوبر 1908 - 3 أكتوبر 1918  |
|        | بوريس الثالث | 30 يناير 1894 - 28 أغسطس 1943   | 3 أكتوبر 1918 - 28 أغسطس 1943  |
|        | سيمون الثاني | 16 يونيو 1937                   | 28 أغسطس 1943 - 15 سبتمبر 1946 |

كذلك أصبح سيميون رئيس الوزراء في الجمهورية البلغارية بين عامي 2001 و 2005.